# Club sportif sfaxien
Pour les articles homonymes, voir CSS.
Le Club sportif sfaxien (arabe : النادي الرياضي الصفاقسي), abrégé CSS, est un club omnisports tunisien fondé en 1912, mais officiellement reconnu par les autorités françaises qu'en 1928.

## Histoire
Après une première tentative en 1912, dont les activités sont gelées par les Français, et une autre avortée, avec la Musulmane de Sfax constituée en 1922, le club est fondé le 28 mai 1928 sous le nom de Club tunisien par le journaliste Zouheir Ayadi avec les couleurs rouge et vert.

## Sections
- Basket-ball : Club sportif sfaxien (basket-ball)
- Football : Club sportif sfaxien (football)
- Volley-ball : Club sportif sfaxien (volley-ball)

Des sections de rugby à XV et de judo ont également existé.

## Présidents
| Pays                  | Nom                 | Période   |
| --------------------- | ------------------- | --------- |
| Drapeau de la Tunisie | Zouhair Ayadi       | 1928-1931 |
| Drapeau de la Tunisie | Ali Cherif          | 1931-1932 |
| Drapeau de la Tunisie | Messaoud Ben Saad   | 1932-1934 |
| Drapeau de la Tunisie | Ahmed Bouslama      | 1934-1936 |
| Drapeau de la Tunisie | Abderrahman Aloulou | 1936-1938 |
| Drapeau de la Tunisie | Mohamed Elloumi     | 1938-1946 |
| Drapeau de la Tunisie | Habib Meziou        | 1946-1948 |
| Drapeau de la Tunisie | Abdelkader Jemal    | 1948-1950 |
| Drapeau de la Tunisie | Abdelaziz Hammami   | 1950-1951 |
| Drapeau de la Tunisie | Tahar Elleuch       | 1951-1953 |
| Drapeau de la Tunisie | Tahar Gargouri      | 1953-1954 |
| Drapeau de la Tunisie | Mohamed Halouani    | 1954-1955 |
| Drapeau de la Tunisie | Ahmed Akrout        | 1955-1956 |
| Drapeau de la Tunisie | Habib Larguech      | 1956-1961 |

| Pays                  | Nom                    | Période   |
| --------------------- | ---------------------- | --------- |
| Drapeau de la Tunisie | Abdesselem Kallel      | 1961-1964 |
| Drapeau de la Tunisie | Mohamed Driss          | 1964-1965 |
| Drapeau de la Tunisie | Taoufik Zahaf          | 1965-1966 |
| Drapeau de la Tunisie | Hédi Bouricha          | 1966-1967 |
| Drapeau de la Tunisie | Taoufik Zahaf          | 1967-1970 |
| Drapeau de la Tunisie | Mohamed Mezghanni      | 1970-1976 |
| Drapeau de la Tunisie | Taoufik Zahaf          | 1976-1978 |
| Drapeau de la Tunisie | Ismaïl Baklouti        | 1978-1979 |
| Drapeau de la Tunisie | Hédi Bouricha          | 1979-1980 |
| Drapeau de la Tunisie | Abdelaziz Ben Abdallah | 1980-1988 |
| Drapeau de la Tunisie | Mohamed Aloulou        | 1988-1989 |
| Drapeau de la Tunisie | Taoufik Zahaf          | 1989-1990 |
| Drapeau de la Tunisie | Ismaïl Baklouti        | 1990-1992 |

| Pays                  | Nom                    | Période   |
| --------------------- | ---------------------- | --------- |
| Drapeau de la Tunisie | Abdelaziz Ben Abdallah | 1992-1996 |
| Drapeau de la Tunisie | Jamel Arem             | 1996-1998 |
| Drapeau de la Tunisie | Lotfi Abdennadher      | 1998-2002 |
| Drapeau de la Tunisie | Slaheddine Zahaf       | 2002-2008 |
| Drapeau de la Tunisie | Moncef Sellami         | 2008-2010 |
| Drapeau de la Tunisie | Naoufal Zahaf          | 2010-2011 |
| Drapeau de la Tunisie | Moncef Sellami         | 2011-2012 |
| Drapeau de la Tunisie | Lotfi Abdennadher      | 2012-2016 |
| Drapeau de la Tunisie | Moncef Khemakhem       | 2016-2022 |
| Drapeau de la Tunisie | Moncef Sellami         | 2022      |
| Drapeau de la Tunisie | Mohamed Trabelsi       | 2022-2023 |
| Drapeau de la Tunisie | Jawhar Lâadhar         | 2023-2024 |
| Drapeau de la Tunisie | Abdelaziz Makhloufi    | 2024-2025 |
| Drapeau de la Tunisie | Mehdi Frikha           | 2025-     |